# Quinto Fabio Máximo Alobrógico
Quinto Fabio Máximo Alobrógico (en latín, Quintus Fabius Q. Aemiliani f. Q. n. Maximus Allobrogicus) fue un político y general de la República Romana.

## Familia
Fabio Máximo Alobrógico era miembro de la gens Fabia, de origen patricio, hijo de Quinto Fabio Máximo Emiliano, cónsul en 145 a. C.

## Carrera política
Obtuvo el consulado en 121 a. C., junto a Lucio Opimio. Como cónsul combatió y derrotó a las tribus galas de alóbroges y a su aliado, el rey Bituitos de los arvernos, que se asentaban en la actual Auvernia y al pie de los Alpes. Como premio a esta victoria, a su vuelta a Roma, celebró un triunfo e incorporó el agnomen de Alobrógico a su nombre. 
Su triunfo De Allobrogibus et Rege Arvernorum Betulto se caracterizó por el esplendor del espectáculo que ofreció, incluyendo al rey de los arvernos Bituitus montado en su carro de combate y luciendo la armadura de plata que había usado en la batalla. Con el dinero del saqueo de Auvernia edificó el Fornix Fabianus cruzando la Vía Apia, cerca del templo de Vesta, y colocó una estatua suya en un arco.
Fabio fue censor en 108 a. C. Era conocido en Roma como un brillante orador y un hombre de letras.
Tras la muerte de su tío Publio Cornelio Escipión Emiliano en 129 a. C., Máximo Alobrógico ofreció un banquete a la ciudad de Roma y pronunció el discurso en el funeral del difunto general, un fragmento del cual todavía se conserva.